# Flassá

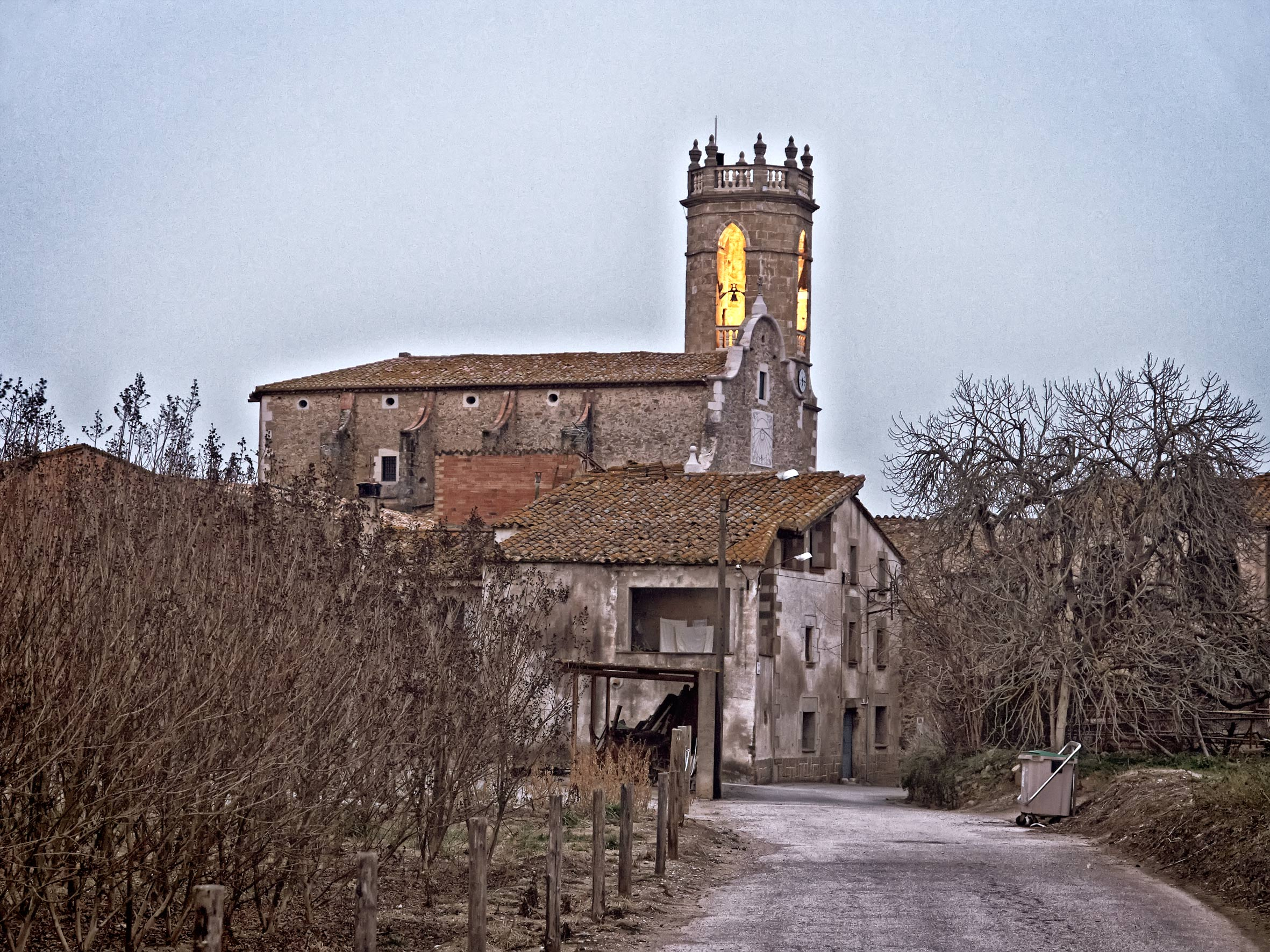
Iglesia de San Cebrián.

Flassá (en catalán y oficialmente desde 1981, Flaçà) es un municipio español de la comarca del Gironés, en la provincia de Gerona, Cataluña, situado al noreste de la comarca y en el límite con la del Bajo Ampurdán. 

## Comunicaciones
Estación de ferrocarril de la línea Barcelona-Portbou.

## Economía
Agricultura de secano y de regadío. Industria papelera.

## Historia
Los hallazgos más antiguos localizados en el municipio son fragmentos de cerámica romana del siglo II a. C. y siglo I a. C., los cuales se conservan actualmente en el Museo de Arqueología de Cataluña, en Gerona. En el municipio solo se han encontrado fragmentos de cerámica, pero no se han hallado asentamientos romanos probablemente porque la llanura en la que se encuentra el municipio en esa época solía estar inundada por las crecidas del río Ter, actualmente controladas por los pantanos de Sau, Susqueda y Pasteral. 

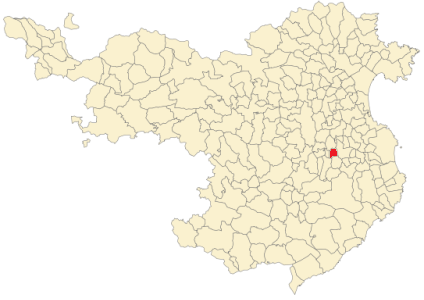
Situación de Flassá en la provincia de Gerona

Los asentamientos románicos más próximos se hallan en los municipios vecinos, situados en colinas alrededor de la llanura donde se encuentra Flassá, como San Juan de Mollet y la villa romana localizada en el municipio de San Jordi Desvalls.
La primera referencia escrita que se encuentra del municipio de Flassá es un documento que lo nombra como Flociano. En este documento, el levitano Oliva hace una donación de estas tierras a la abadía de Lagrasse. El documento se sitúa coronológicamente en el año 921 durante el reinado de Carlos el Simple.
Una segunda referencia escrita en la que aparece el nombre del pueblo es una Bula del año 1017 de Benedicto VIII al abad Bonfill de Camprodón. En esta bula se mencionan las propiedades del monasterio de San Pedro de Camprodón, donde se incluyen diversas masías en el condado de Gerona. Esto evidencia que había un conjunto de caseríos dispersos en lo que hoy sería el término municipal.
En 1887 Flassá pasó a ser un nudo de comunicación gracias a la construcción de una línea ferroviaria para conectar Barcelona con Francia y que pasaba por este municipio. Junto a ello se construyó toda una serie de infraestructuras para el mantenimiento del material rodante y un viaducto para atravesar el río Ter. La situación de Flassá resulta estratégica, ya que conecta el Bajo Ampurdán y su costa (concretamente el puerto de Palamós) con la línea ferroviaria. En 1884 se aprobó un Real Decreto que permitía la construcción de una pequeña línea ferroviaria que conectaba Palamós con Flassá, que popularmente se dio a conocer como el tren pequeño o El Carrilet. El viaje inaugural se llevó a cabo en 1887. Flassá entonces servía de enlace entre ambas líneas ferroviarias, convirtiéndose así en la principal estación de la Costa Brava. De esta forma, la actividad que se generó en torno la estación concentró el motor económico y la vida del pueblo en el núcleo de la Bolla. El Carrilet, línea que terminó conectando Palamós con Flassá, Gerona y Bañolas, fue desmantelada en 1955, después de un largo periodo de pérdidas que se fueron acumulando desde el inicio de la guerra civil española.
Sin embargo, durante el régimen franquista y aprovechando la línea ferroviaria que conecta con Francia, Flassá resultaba atractiva para la instalación de industrias. La compañía Warthe construyó una pequeña fábrica de máquinas de coser cerca de la estación, que llevaba el nombre de La Rápida (1942). Posteriormente pasó a manos de la compañía de máquinas de escribir "Hispano-Olivetti". En Flassá se producían las maletas de la máquina de escribir y esta industria tuvo actividad hasta 1967. También se instaló en la localidad la fábrica de papel Torras Domènech (1945), más conocida como la fábrica de Flassá.

## Demografía
Flassá cuenta con una población de 1145 habitantes (INE 2024).
| Gráfica de evolución demográfica de Flassá entre 1842 y 2021                                                        |
| |
| Población de derecho según los censos de población del INE Población de hecho según los censos de población del INE |

| Nacionalidad | Hombres | Mujeres | Total | %      | Proporción |
| ------------ | ------- | ------- | ----- | ------ | ---------- |
| Española     | 396     | 434     | 830   | 73.4 % |            |
| Extranjera   | 154     | 146     | 300   | 26.5 % |            |

## Heráldica
Bandera apaisada, de proporciones dos de alto por tres de largo, bicolor vertical, de color azul claro y blanco, con una mitra de altura 2/3 de la del paño y anchura 5/12 de la largura del mismo paño, en el centro, blanca en la primera mitad y de color azul claro en la segunda.

## Lugares de interés

### Iglesia de San Cebrián
La iglesia de San Cebrián se encuentra en el extremo norte del casco antiguo. El edificio pertenece a una reconstrucción que se hizo en 1824 siguiendo modelos neoclásicos. De la primera iglesia románica, construida en fecha incierta pero que se encuentra documentada por primera vez en el siglo X, quedan dos restos muy significativos: el pórtico de entrada que se encuentra en el lado de poniente de la actual iglesia y parte del ábside semicircular que se encuentra bajo el campanario.
La iglesia actual está orientada de norte a sur y destaca impunemente su fachada de entrada donde está la puerta enmarcada por dos pilastras y un dintel rematada por una hornacina en cuyo interior se halla la imagen de San Cebrián. Sobre esta imagen hay un rosetón circular que da carácter al edificio.
En el interior de la iglesia se conserva un retablo con diez columnas culminadas por capiteles dorados de volutas y hojas de acanto. Este retablo sirve de marco a la imagen de San Cebrián, adquirida después de la Guerra Civil.

### Ermita de San Fermín
La ermita fue construida durante la segunda mitad del siglo XVI, en 1579. Es una ermita de una sola nave encabezada por una espadaña. Ante la puerta de entrada hay un porche sustentado por tres columnas.
Esta ermita albergó las reliquias de San Fermín durante ciento cincuenta años. En 1678 el padre franciscano Pedro Pablo Gomeras fue a Pamplona a buscar las reliquias del Santo, las depositó en la ermita y se quedaron en este lugar hasta que en mayo de 1827 fueron robadas junto con otros objetos.

### Colonia Salvador Torras i Domènech
Ubicada en torno a la ermita de San Fermín, se trata de un grupo de casas unifamiliares que en sus orígenes albergaban los trabajadores de la fábrica y que en torno a los años 90 se vendió.
La colonia está estructurada a través de tres calles principales: la calle Bonmatí, la calle San Juan las Fuentes y la calle Ripollet, aunque queda alguna casa aislada situada al otro lado de la ermita. Aparte, y un poco separada del cuerpo principal que forman las casas, encontramos la guardería, actualmente en desuso, donde muchos flasenses recibieron sus primeras clases. Esta colonia se inauguró el día 12 de mayo de 1946 al igual que la fábrica.
Las casas de esta colonia pueden considerarse como un ejemplo de arquitectura industrial que aun se mantiene en la comarca. Se trata de casas de planta cuadrangular con dos alturas, a menudo con un recibidor de entrada cubierto y una pequeña galería con unas pilastras hechas de ladrillo.

### Escuela Les Moreres
Edificio del arquitecto racionalista Emili Blanch, inaugurado en 1934, que todavía mantiene su funcionamiento como escuela primaria. 